# Cephalaeschna shaowuensis
Cephalaeschna shaowuensis – gatunek ważki z rodziny żagnicowatych (Aeshnidae). Opisał go Q. Xu w 2006 roku w oparciu o pojedynczy okaz samicy odłowionej w prowincji Fujian w południowo-wschodniej części Chin.